# Cykelleden Skåne Lomma-Kristianstad
Cykelleden Skåne Lomma-Kristianstad is een regionale langeafstandsfietsroute in Zweden. De route start in Lomma en eindigt in Kristianstad. De route is vernoemd naar het landschap Skåne waar de route doorheen voert. Het traject is bewegwijzerd in twee richtingen met de naam en het nummer 103 en is als regionale route onderdeel van de nationale fietsroutes van Zweden. De route is een van de drie routes door het landschap Skåne. 

## Traject
De route start in Lomma aan de Oostzee. Iets zuidwaarts in Malmö kan worden aangesloten op de EuroVelo EV10 Oostzeeroute. In Lomma kan worden aangesloten op de nationale route Sydkustleden.
De route voert door het landschap Skåne en loopt tussen Höör en Hörby parallel met de regionale route Cykelleden Skåne Ystad-Båstad. De route gaat ook over de heuvelrug Linderödsåsen.
Het eindpunt Kristianstad ligt aan de Oostzee. Hier kan worden aangesloten op de EuroVelo EV10 Oostzeeroute, de landelijke route Sydostleden en de regionale route Cykelleden Skåne Ängelholm-Kristianstad.

## Aansluitingen met Europese routes
- In Kristianstad kan worden aangesloten op de EuroVelo EV10 Oostzeeroute.

## Aansluitingen met andere routes
- In Lomma kan worden aangesloten op de landelijke route Sydkustleden.
- Tussen Höör en Hörby loopt de route parallel met de regionale route Cykelleden Skåne Ystad-Båstad.
- In Kristianstad kan worden aangesloten op de landelijke route Sydostleden.
- In Kristianstad kan worden aangesloten op de regionale route Cykelleden Skåne Ängelholm-Kristianstad.